# Монастир Мартирія
Монастир Мартирія, чиї руїни, також відомі як Хірбет ель-Мурассас арабською мовою- розкопаний монастир в центрі ізраїльського поселення на Західному березі річки Йордан і міста Маале-Адумім, був одним із найважливіших центрів чернечого життя в Юдеї. Пустеля в візантійський період. Він діяв між другою половиною V і серединою VII ст.

## Історія
Мартирій народився в Каппадокії (нинішня Туреччина) в першій половині п'ятого століття. Провівши деякий час у Лаврі Євфимія в 457 році нашої ери, він жив як відлюдник у сусідній печері. Пізніше, вступивши в сан, Мартирій служив священиком храму Гробу Господнього в Єрусалимі. Він став Патріархом Єрусалимським у 478 році і служив до 486 року. Вважається, що в цей час він побудував монастир уздовж дороги з Єрихону в Єрусалим, який носить його ім'я. Мартирій Єрусалимський був Патріархом Єрусалимським з 478 по 486 рр.
Ймовірно, під час перебування на посаді патріарха Мартирій побудував монастир Мартирія на Юдейських пагорбах на схід від Єрусалиму. Мартирій спочив 13 квітня 486 року.
Ксенодохей (притулок для паломників) був джерелом значного доходу для сабаїтських ченців ценобію.
Монастир був пошкоджений під час перського вторгнення в 614 році і був покинутий після арабського завоювання в середині VII століття.

## 19 століття

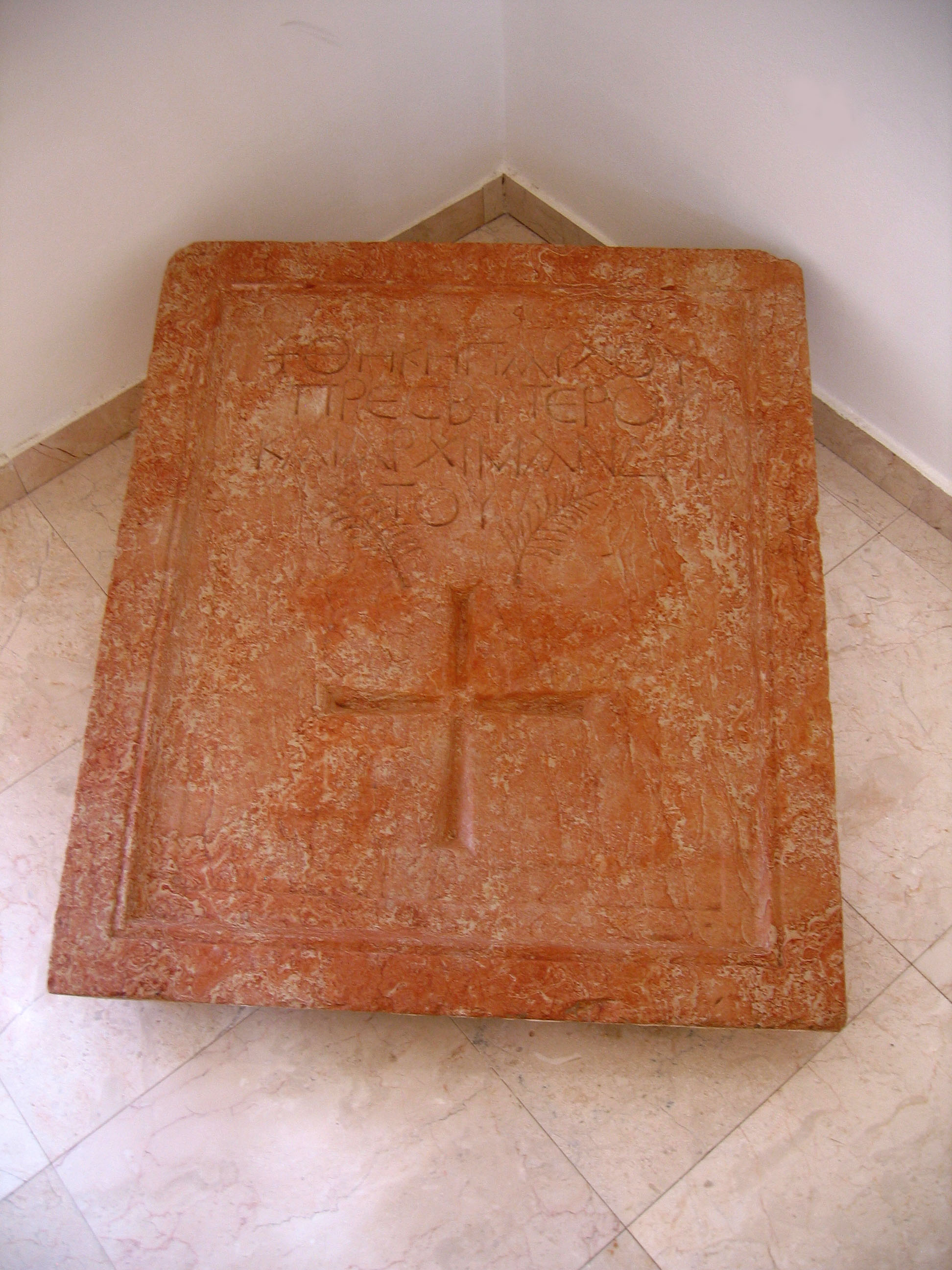
Надгробок Павла, пресвітера та архімандрита монастиря за часів Мартирія як Патріарха Єрусалиму (478-486), виставлений у Музеї Доброго Самарянина

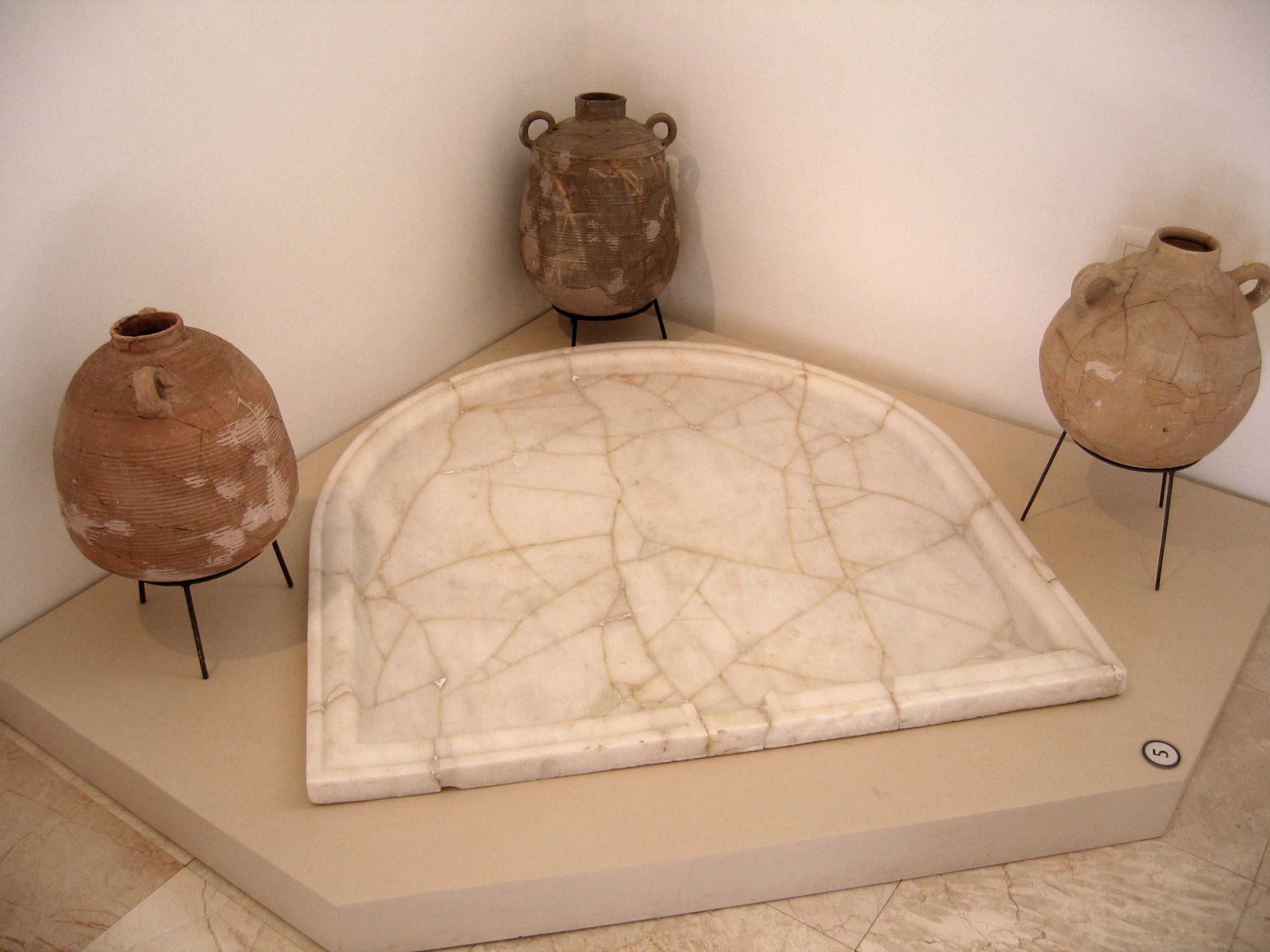
Мармуровий стіл з монастиря, виставлений у Музеї доброго самарянина

Дослідження Західної Палестини Фондом дослідження Палестини відвідало та виміряло Хурбет-ель-Муруссус  у 1874 році. Вони описали це як:
Зруйнований монастир з каплицею, збереглися лише фундаменти. Будівля має загальну висоту 82 метри на схід і захід на лінії 86° на захід. Ширина на північ і південь близько  27 метрів. Каплиця зі сходу має три апсиди. Неф має діаметр 5,5 метрів, проходи 4,7 метрів. Довжина всередині від задньої частини апсиди 19 метрів. Північний приділ майже повністю зруйнований. Залишки мозаїчної бруківки трапляються на підлозі південного проходу. Каплиця має атріум із заходу та вузькі клуатри з півночі та півдня. В останньому знаходиться колодязь. У південно-західному куті будівлі була побудована вежа пізнішої дати (Shunet Murussus), а на південь від неї залишки бруківки (звідки назва місця), у дворі східна стіна який видно. Мозаїчна бруківка каплиці має простий візерунок, червоний, білий, синій і чорний. На захід від будівлі є горловина цистерни з восьмикутною кришкою, діаметром 1,9 метрів або стороною 0,6 метрів. Мальтійський хрест вирізаний на кожній стороні цього восьмикутника. Можливо, обкладинка спочатку була шрифтом, видаленим з належного місця. Цистерна внизу має значну протяжність і має інший вхід на півночі зі сходами, що ведуть вниз. Водний канал пролягає приблизно в 10 ярдах на південний захід до невеликого резервуару, приблизно 10 квадратних футів, який живився з більшої цистерни. Один із каменів у будівлі було виміряно, і виявилося, що він має довжину 3 фути 1 дюйм, висоту 1 фут 5 дюймів і товщину 2 фути 2 дюйми. Каміння у вежі - це старіший матеріал, який використано; на одному був вирізаний квадратний хрест. Руїни стоять на пагорбі в 500 футів над долинами, і є сліди значного місця та інших цистерн хорошого розміру. Між руїнами та Хурбет-ед-Діккі є груба споруда, яка виглядає майже як дольмен. Дві плити лежать на інших, а внизу є невелика напівкругла платформа з неотесаних каменів, а внизу — невелика природна печера».

## Недавні розкопки
У 1982–1985 роках на пагорбі над дорогою з Єрихону в Єрусалим були виявлені залишки монастиря Мартирія (Хірбет Мурассас). Місце було розкопано Іцхаком Магеном із Ізраїльського управління старожитностей.

## Археологічні знахідки

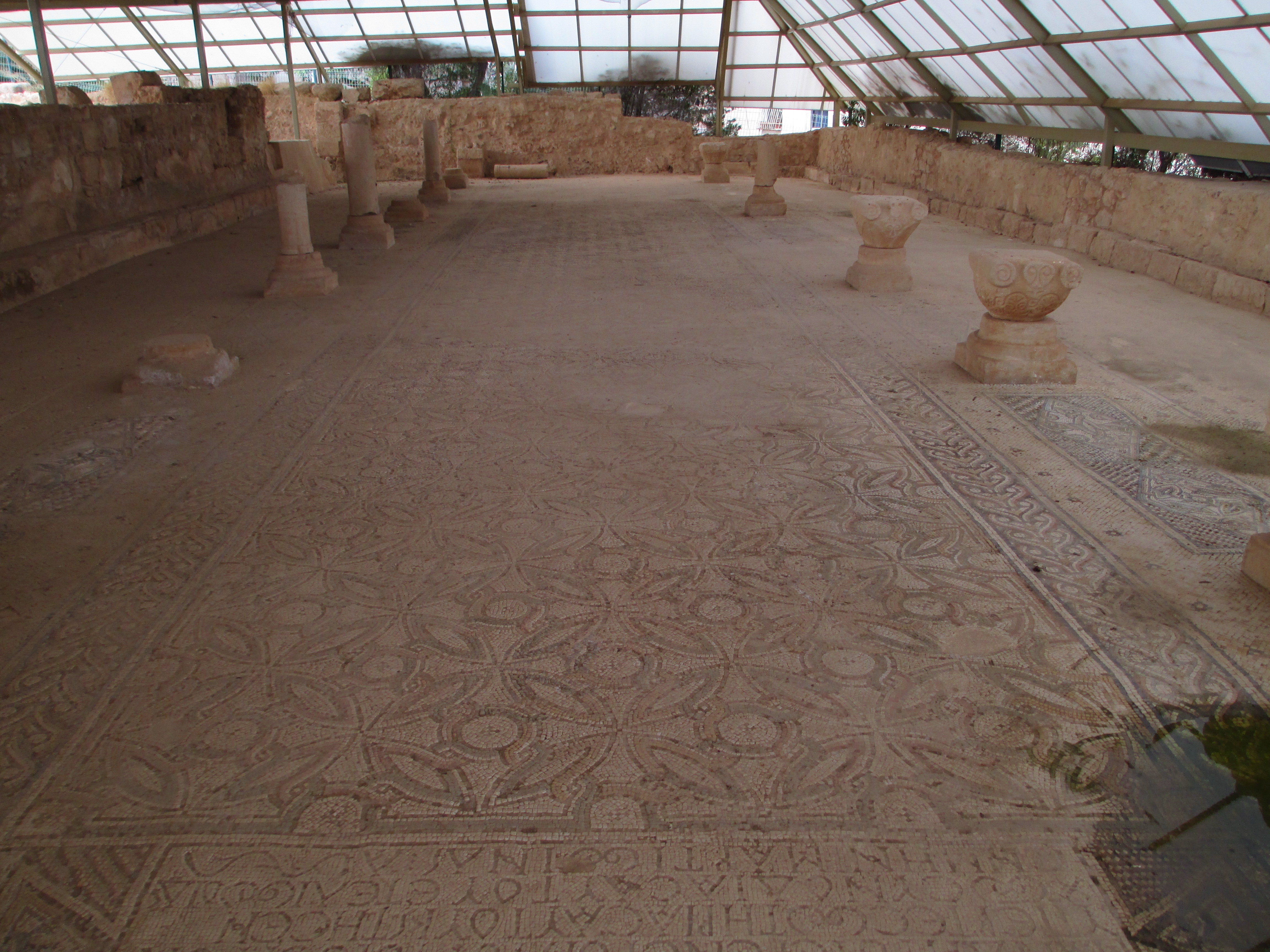
Мозаїчна підлога, монастир Мартирія

### Стіни і ворота
Комплекс монастиря квадратної форми займає площу 2,5 акра (10 000 м2). Його оточують стіни, що збереглися на висоту двох метрів. Ворота знаходились у східній стіні. Всередині воріт, мабуть, для додаткового захисту, знайдено круглий котячий камінь діаметром 2,5 метра.

### Макет
Монастир був побудований навколо великого двору і включав церкву, кілька каплиць, трапезну, кухню, комору, баню, житлові приміщення та загін для тварин. За стіною знаходився гуртожиток для паломників.

### Головна церква
Головна церква була вимощена кольоровою мозаїкою з геометричними візерунками з зображеннями тварин. Грецький напис згадує ігуменів Генесія та Іоанна.

### Могильна печера
З північної сторони комплексу знаходиться печера, в якій було знайдено кілька скелетів. Грецький напис цитує імена трьох священиків, похованих там. Вважається, що це печера, де жив Мартирій до того, як приєднатися до церковної ієрархії в Єрусалимі.

### Трапезна і кухня
Трапезна оточена кам'яними лавами і розділена двома рядами колон, які підтримували другий поверх. Підлога, виявлена неушкодженою, вкрита мозаїкою в геометричних малюнках. Кухня також була вимощена мозаїкою та містила мармурові столи. Там були знайдені сотні керамічних посудин, горщиків і винних кубків.

### Гуртожиток паломників
Гуртожиток надавав гостям каплицю, спальні приміщення та стайню.

### Постачання води
Було знайдено численні висічені в скелі цистерни, а також канали для збору та спрямування дощової води в цистерни. Було знайдено масивну двобанну склепінчасту цистерну, вирубану зі скель. Цистерна вміщала 20-30 тис. м³ води, якою, можливо, поливали городи та фруктові плантації. Коли одна цистерна наповнювалася, перелив передавався в іншу.